# One Piece - La spada delle sette stelle
One Piece - La spada delle sette stelle (ONE PIECE 呪われた聖剣?, Wan Pīsu: Norowareta seiken) è un film del 2004 diretto da Kazuhisa Takenouchi. È il quinto film anime basato sulla serie manga shōnen One Piece di Eiichirō Oda, ed è incentrato prevalentemente sul personaggio di Roronoa Zoro, uno dei protagonisti della serie. Alla sua uscita in Giappone, avvenuta il 6 marzo 2004, il film venne accompagnato dal cortometraggio One Piece: Mezase! Kaizoku yakyū ō, in cui la ciurma di Cappello di Paglia e la ciurma di Arlong giocano a baseball.

## Trama
Quando la ciurma di Cappello di Paglia sbarca sull'isola di Aska, Zoro si allontana con gli scagnozzi del suo amico d'infanzia Saga. Alla ricerca di Zoro, i suoi compagni incontrano la giovane sacerdotessa Maya. Monkey D. Rufy e Usop si perdono e incontrano Saga, mentre i suoi uomini attaccano il villaggio di Maya. Zoro, insieme a loro, porta via a Maya tre sfere viola che nessuno degli uomini di Saga può toccare. Rufy combatte contro Saga, ma durante lo scontro cade da un alto dirupo, seguito da Usop. Zoro torna da Saga con le sfere e le getta in un pozzo. Rufy e Usop trovano un sistema di tunnel e lo esplorano. Qui inciampano sulle sfere e le portano con sé. Al villaggio gli altri membri della ciurma sentono parlare della malvagia spada delle sette stelle, che ha preso il controllo di Saga, e delle sfere rubate necessarie per sigillare il potere della spada, quando Rufy e Usop emergono dal terreno di fronte a loro. Dopo aver ascoltato la storia, la ciurma decide di aiutare gli abitanti. Zoro scopre che Saga è controllato dalla spada delle sette stelle e che Saga intende fare di lui il primo sacrificio della spada. Iniziano un combattimento durante il quale Zoro tenta di distruggere la lama maledetta. Usando le sfere, Maya esegue un rituale per impedire al potere della spada di risvegliarsi completamente. Saga sconfigge Zoro, ma prima che possa ucciderlo, il rituale cattura la sua attenzione e si affretta ad interromperlo. Dopodiché, con il potere della spada che si dispiega, Saga combatte Rufy una seconda volta. Durante il loro combattimento, la spada si sbriciola e il suo potere viene trasferito nel corpo di Saga. Quindi Zoro, che si è ripreso, prende il posto di Rufy e sconfigge il suo vecchio amico. Dopo che il potere maledetto ha lasciato il corpo di Saga e la sua mente è stata liberata dall'influenza del male, la ciurma salpa per la sua prossima avventura.

## Personaggi esclusivi del film
- Saga (サガ?) è l'antagonista principale del film. Vive come gli altri sull'isola Aska ed è un vecchio amico di Zoro. Ha i capelli grigi ed una tonaca da samurai. All'inizio viene visto mentre trova la spada delle sette stelle dentro un tempio insieme a Maya quando entrambi vengono inseguiti da dei pirati. Saga viene quasi ucciso, ma, senza saperlo, cade sulla spada che guarisce la ferita e permette, così, di sconfiggere i pirati. Quando incontra Zoro dopo tanti anni, gli spiega che sta cercando i tre gioielli di Aska e che serviranno per farlo tornare in salute. In realtà, Saga vuole cercarli per poi sbarazzarsene in quanto i gioielli costituiscono l'unica fonte che può fermare la spada maledetta. Sotto l'influsso di quest'ultima, decide di prenderne il pieno potere e, per farlo, è deciso anche ad uccidere Zoro, ma Rufy riesce a sconfiggerlo una prima volta distruggendo la spada e, poi, Zoro completa l'opera procurandogli una grossa ferita sul petto poiché l'essenza della spada era entrata dentro Saga. Successivamente, si scusa con tutti i membri del villaggio e decide di aiutarli a ricostruirlo insieme a loro. Saga è un eccellente spadaccino, tanto da competere direttamente con Zoro nonostante abbia una sola spada. Quando la spada si rompe ed entra nel suo corpo, Saga trasforma le sue mani in due potenti spade capaci di creare veloci fendenti d'aria che, però, hanno la stessa potenza della spada delle sette stelle.
- Bismark (ビスマルク?, Bisumaruku) è uno dei tirapiedi di Saga che fa parte della Marina. Viene incaricato da quest'ultimo, insieme a Toma e Boo Kong, di trovare Zoro, suo vecchio compagno. Ha lunghi capelli rossi ed indossa una resistente armatura blu che riveste tutto il suo corpo, tranne la testa e la faccia. Sanji, sfruttando questo punto debole, lo sconfigge senza difficoltà mandandolo al tappeto con uno dei suoi calci. Come i suoi compagni, è uno spadaccino. Può diventare più forte se cade sotto l'influsso della spada maledetta.
- Maya (マヤ?) è una ragazza che vive in un villaggio dell'isola Aska. Ha i capelli blu raccolti in due trecce e veste una tonaca antica tipica della sua gente. Vive con sua nonna Baba, che chiama sempre nonnina, e Lacos, uno dei guerrieri del villaggio. Viene incontrata dalla ciurma di Rufy quando questi sta cercando Zoro, misteriosamente scomparso. In seguito, aiuterà lui e la sua ciurma a combattere Saga, vecchio amico di Zoro, il quale è caduto sotto l'incantesimo maledetto della spada delle sette stelle. Possiede alcuni poteri magici grazie ai quali riesce a controllare la barriera emessa dai gioielli di Aska.
- Baba (イザヤ?, Izaya) è un'anziana donna che vive sull'isola Aska. È la nonna di Maya e l'ha cresciuta fin da quando era piccola. Insieme a lei, cerca di fermare la maledizione della spada delle sette stelle raccontando la storia ai membri della ciurma di Rufy. È molto bassa e gobba e porta con sé un bastone come appoggio; in realtà, è molto alta e tende a raddrizzarsi quando succede qualche avvenimento particolare che la lascia scioccata.
- Toma (トウマ?, Touma) è un giovane spadaccino che fa parte della Marina e viene incaricato da Saga di cercare Zoro insieme a Bismark e Boo Kong. Porta la classica divisa dei marine, ma si differenzia da essa perché Toma l'ha personalizzata con dei disegni, sia sulla giacca che sul cappello. Viene ipnotizzato dalla spada di Saga che lo rende più forte nell'arte della spada, ma che lo rende anche malvagio. Combatte contro Chopper e Nami e, poi, decide di rimanere sull'isola Aska per aiutare gli abitanti dopo ciò che aveva fatto Saga, il quale era caduto sotto il maleficio della spada maledetta.
- Boo Kong (ブーコング?, Buu Kongu) è uno dei tirapiedi di Saga. Anch'egli, come Bismark, fa parte della Marina e viene incaricato di cercare Zoro sull'isola Aska. È molto grosso, ha una pancia enorme ed ha una cicatrice che parte dalla faccia ed arriva fin sotto l'ombelico dovuta, probabilmente, ad una ferita ricevuta in battaglia; inoltre, come arma utilizza una mazza chiodata che, però, usa poco in quanto basa i suoi attacchi sulla forza fisica. Viene sconfitto da Robin che lo blocca e lo fa cadere da un dirupo grazie alla tecnica dei Veinte Fleur.

## Distribuzione

### Edizione italiana
L'edizione italiana del film fu trasmessa su Italia 1 divisa in cinque parti, dal 5 al 19 marzo 2009. Il doppiaggio fu eseguito dalla Merak Film e diretto da Marcello Cortese e Sergio Romanò su dialoghi dello stesso Cortese. Oltre a presentare dialoghi edulcorati rispetto agli originali, l'edizione italiana include diversi errori tra cui i berry (o danari) definiti dollari e l'affermazione da parte di Toma che Crocodile sia il capo della Flotta dei Sette. Rispetto al cast del film precedente, Claudio Ridolfo sostituisce Sergio Romanò come voce di Drake.

### Edizioni home video
In Giappone il film è uscito in DVD il 21 luglio 2004 e in Blu-ray Disc l'11 dicembre 2009. In Italia è uscito in DVD e BD il 15 dicembre 2017 nel cofanetto One Piece Film Collection, distribuito da Koch Media.

## Accoglienza
Il film debuttò al terzo posto del botteghino giapponese nel weekend d'apertura e incassò in totale 1,8 miliardi di yen.

## Altri media
Il film fu adattato in un anime comic pubblicato in Giappone da Shūeisha in due volumi il 2 luglio 2004.